# Міжнародна премія імені Христо Ботева
Міжнародна премія імені Христо Ботева (болг. Международна ботевска награда) — престижна болгарська нагорода, яку вручають особам зі значними досягненнями в галузі літератури.
Премію засновано 1972 року і названо на честь Христо Ботева, знакового болгарського революціонера, журналіста та поета.
Він був створений Указом № 1695 Державної Ради Народної Республіки Болгарія в 1972 році. Його нагороджують поети та публіцисти за внесок у світову літературу, і вручається кожні 5 років, аж до 1986 року. Нагороджується під час Ботевих днів у Враці.
Після того, як його не було вручено в 1991 році, традиція була відновлена і премія була вручена з такою ж періодичністю (5 років) муніципальною радою муніципалітету Враці у 1996 році. Винятково нагорода була вручена у 2008 році у зв'язку зі смертю Олександра Солженіцина.

## Лауреати
Цей список неповний. Нагорода вручається в різних категоріях щоп'ять років. Міжнародну премію імені Ботева не присуджували між 1986 та 1996 роками.

### 1976 рік
- Олексій Сурков (1976)
- Ніколас Гільєн (1976)
- П'єр Сегерс  (1976)
- Ласло Надь (1976)

### 1981 рік
- Рафаель Альберті (1981)
- Ахмад аль-Ахмад (1981)
- Мирослав Крлежа (1981)
- Расул Гамзатов (1981)

### 1986 рік
- Гюнтер Вальраф (1986)
- Ніл Гілевич (1986)
- Маріо Бенедетті (1986)
- Дмитро Павличко (1986)

### 1996 рік
- Надін Гордімер (1996)
- Валерій Петров (1996)

### 2001 рік
- Бранко Цвєтковскі (2001)
- Нікола Інджов (2001)

### 2006 рік
- Євген Євтушенко (2006)

### 2008 рік
- Олександр Солженіцин (2008) — позачергова премія на вшанування його пам'яті

### 2011 рік
- Олександр Руденко